# Psaliodes trilunata
Psaliodes trilunata är en fjärilsart som beskrevs av W. Warren 1904. Psaliodes trilunata ingår i släktet Psaliodes och familjen mätare. Inga underarter finns listade i Catalogue of Life.